# Moltedo
Moltedo è una frazione del comune di Imperia, in provincia di Imperia.

## Geografia fisica
Si trova alla testata del valletta del rio che prende il nome dal paese, il Rio Moltedo.

## Storia
Un tempo il paese era diviso nelle due borgate di Moltedo Superiore e Moltedo Inferiore. I due nuclei sono sempre stati divisi: nel medioevo la prima apparteneva alla Contea di Prelà e la seconda a quella di Porto Maurizio. In seguito, durante il XVII e XVIII secolo, la borgata superiore appartenne al Piemonte e quella inferiore alla Repubblica di Genova.
Fu in passato comune autonomo, prima di partecipare nel 1923 alla creazione del comune di Imperia.

## Monumenti e luoghi d'interesse

### Architetture religiose
- Chiesa parrocchiale di San Bernardo. La maestosa facciata è separata dal campanile dalla sacrestia. All'interno si conserva un dipinto raffigurante la Sacra Famiglia attribuito al pittore fiammingo Antoon van Dyck ma più recentemente sembra che l'autore del quadro sia stato il suo celebre collaboratore Jan Roos;
- Oratorio dell'Immacolata Concezione. Situato all'ingresso del paese sulla sinistra, presenta una bella facciata in stile barocco
- Oratorio di Santa Caterina. Rivestito esternamente in pietra a vista, presenta un bel portale in pietra nera;
- Oratorio di Sant'Agostino. Si trova nella borgata delle Case Soprane. Edificato in tipico stile barocco ligure, presenta una bella facciata tripartita scandita da lesene nei due ordini sovrapposti, con un affresco del santo titolare della chiesa sopra il portone d'entrata;
- Chiesa di Sant'Andrea. Situata sul crinale a sud-ovest del paese, oggi è sconsacrata e ridotta a rudere.

## Economia
L'economia del paese è principalmente legata all'agricoltura, specialmente alla produzione dell'olio d'oliva nei numerosi uliveti che circondano il paese.

## Infrastrutture e trasporti

### Strade
La frazione di Moltedo è collegata ad Imperia per mezzo di una strada comunale.

### Ferrovie
La stazione ferroviaria più vicina è quella di Imperia sulla linea ferroviaria Ventimiglia – Genova nel tratto locale compreso tra Ventimiglia e Savona.